# 32987 Uyuni
32987 Uyuni este o planetă minoră (asteroid), cu un diametru de 3,501 km, din centura de asteroizi. A fost descoperită pe 4 decembrie 1996 la osservatorio Colleverde di Guidonia⁠(d) de Vincenzo Silvano Casulli⁠(d). 
Obiectul prezintă o orbită caracterizată de o semiaxă mare de 2,6068122 UAi, o excentricitate de 0,16, o înclinație de 15,64902 ° în raport cu ecliptica.